# Luke P. Blackburn
Luke Pryor Blackburn, född 16 juni 1816 i Woodford County, Kentucky, död 14 september 1887 i Frankfort, Kentucky, var en amerikansk politiker och läkare. Han var Kentuckys guvernör 1879–1883.
Blackburn avlade 1835 läkarexamen vid Transylvania University och gifte sig samma år med Ella Gist Boswell. Paret fick ett barn. Hustrun avled 1856 och Blackburn gifte därefter om sig med Julia Churchill. Blackburn representerade whigpartiet i Kentuckys lagstiftande församling 1843–1844 och gick senare med i demokraterna. I Natchez, där var han ansvarig för hälsovården, införde Blackburn en framgångsrik karantän då Mississippidalen drabbades av gula febern. Under inbördeskriget vistades han i Toronto där han blev anklagad för en konspiration att sprida gula febern i nordstaterna. Han friades i rättegången gällande brott mot Kanadas neutralitet och efter kriget återupprättade han sitt rykte tack vare kampen mot gula febern i sydstaterna.
Blackburn efterträdde 1879 James B. McCreary som guvernör och efterträddes 1883 av J. Proctor Knott. Blackburn avled fyra år efter att ha lämnat guvernörsämbetet och gravsattes på Frankfort Cemetery i Frankfort.